# نبتة ثلاثية الشدف
النبتة الثلاثية الشدف (الاسم العلمي:†Trimerophyton) هي جنس من النباتات الوعائية القاعدية المنقرضة تتبع رتبة ثلاثيات الشدف. وهذا النبات الأحفوري معروف من العصر الديفوني. لم يعثر على عينات كاملة معروفة من هذا النبات. يبلغ قطر الأحافير المعروفة حوالي سنتيمتر واحد وتتكون من العديد من الفروع الجانبية الشبيهة بالبراغي. الفروع الأولية والثانوية ثلاثية التشعب (ثلاثية الرؤوس) والفروع الأخرى ثنائية التشعب. في نهاية الفروع هناك كيس بوغي في مجموعات من ثلاثة. تحتوي النبتة الثلاثية الشدف على نسيج يتم تفسيره على أنه لحاء. هذا من شأنه أن يجعلها واحدة من أقدم عينة للحاء تم اكتشافه. قد تكون الحفريات التي تسمى الآن النبتة الثلاثية الشدف من فروع نبات البرتيكا (Pertica). تعود اكتشافات النبتة الثلاثية الشدف في الغالب إلى منطقة شبه جزيرة غاسبيه في كندا ويعود تاريخها إلى العصر الديفوني التي استمرت من 416 إلى 359 مليون عام.

## التاريخ النباتي
النوع النمطي النبتة الثلاثية الشدف الصلبة (Trimerophyton robustius) تم وصفه في الأصل من قبل J. W. Dawson في عام 1859 باسم النبتة الجرداء الصلبة (Psilophyton robustius) ولكن تم وضعها في جنس مستقل في عام 1956.